# Lühmannsdorf
Lühmannsdorf – część gminy (Ortsteil) Karlsburg w Niemczech, w kraju związkowym Meklemburgia-Pomorze Przednie, w powiecie Vorpommern-Greifswald, w Związku Gmin Züssow. Do 25 maja 2019 samodzielna gmina.  